# Championnat de France de hockey sur glace 1957-1958
Saison précédente Saison suivante
La saison 1957-1958 est la 37e saison du championnat de France de hockey sur glace.

## Bilan
16e titre de champion de France pour le Chamonix Hockey Club devant Boulogne.